# De Holland (gieterij)
De NV Machinefabriek en IJzergieterij "De Holland" is een ijzergieterij te Bergen op Zoom die bestond van 1905 tot 1999.

## Geschiedenis

### Oprichting
De fabriek werd opgericht door Alex Nerincx onder de naam: NV Constructiewerkplaats "Bergen op Zoom" Alex Nerincx. Toen het gelijksoortige bedrijf Rogier Nerincx Richter, mede door diens vader opgericht, in een NV was omgezet was er voor hem geen plaats meer binnen de directie waarop hij voor zichzelf begon.
Hij kocht een voormalige houtzagerij aan de Zuid-Westsingel en bouwde die om tot een machinefabriek annex ijzergieterij. Zijn specialiteit was de vervaardiging van hijs- en transportwerktuigen en transmissies. Tijdens de Eerste Wereldoorlog waren er veel orders vanuit de diverse industrieën en het bedrijf werd in 1916 verplaatst naar de Havendijk, waar voordien oesterputten gelegen waren. Hier bouwde men een ijzer- en metaalgieterij, terwijl er in 1917 ook een carbidfabriek werd bijgebouwd. Op de oude locatie aan de Zuid-Westsingel werd een nieuw bedrijf opgericht, en wel de Koperpletterij, Kopertrekkerij en Handelsmaatschappij "Cuprum".
Na Alex' overlijden in 1921 werd, in 1922, het bedrijf aan de Havendijk overgenomen door De Vries Robbé. De naam veranderde in: NV Machinefabriek, IJzer- en Metaalgieterij, Constructiewerkplaatsen "Holland" v/h Alex Nerincx. Deze nogal lange naam werd in de volksmond uiteraard afgekort tot: De Holland. In 1927 werd het bedrijf gesloten.

### Stork en VMF
De Tielsche Machinefabriek, onderdeel van Stork, wilde echter uitbreiden terwijl in Tiel de ruimte beperkt was. Aldus viel bij Stork het besluit deze fabriek, met 40 werknemers, in zijn geheel naar Bergen op Zoom te verplaatsen. Deze gingen samenwerken met de 140 werknemers van De Holland. Het gecombineerde bedrijf startte in 1928 onder de naam NV Machinefabriek en IJzergieterij "Holland" als volledige dochter van Stork.
Na enkele slappe jaren ten gevolge van de grote depressie kwam begin jaren 30 van de 20e eeuw het bedrijf er weer bovenop. De fabriek werd gemoderniseerd en er kwamen veel orders voor industriebedrijven, waaronder Staatsmijnen. Vooral afsluiters werden in groten getale geleverd. Ook de brandkranen op straat werden door dit bedrijf vervaardigd. Ook roosterschalmen voor cokesfabrieken werden er in zeer grote aantallen gegoten. Er was een kwaliteits- en onderzoekslaboratorium en op metallurgisch gebied werd samengewerkt met het Amerikaanse Meehanite.
De bezetter verwoestte en stal tegen het einde van de Tweede Wereldoorlog een groot deel van het machinepark, maar vele tekeningen en administratieve gegevens konden door het personeel worden gered. De na de bevrijding volgende wederopbouwperiode bracht het bedrijf weer tot bloei. Tijdens de Watersnood van 1953 stond er drie meter water in de fabrieken, maar zes weken later was de fabriek alweer in bedrijf. In 1954 fuseerde Stork met Werkspoor tot VMF, en werd De Holland een dochter hiervan. Het bedrijf bloeide en in de jaren 60 van de 20e eeuw waren er meer dan 800 werknemers. 

## Ondergang
Onder meer de komst van het aardgas eind jaren 60 deed het aantal orders afnemen. Gasfabrieken en Staatsmijnen, tot dan toe belangrijke afnemers, sloten de poorten, en uiteindelijk werd ook De Holland onderwerp van sanering door de Nehem. In 1976 fuseerde men met Gieterij Asselbergs. De productie werd geconcentreerd op het terrein van De Holland aan de Havendijk, waar in 1979 een nieuwe, moderne gieterij werd geopend, die gefinancierd was door de Nationale Investeringsbank. Ondanks een grote order vanuit Egypte (1980) voor een groot aantal afsluiters en terugslagkleppen voor een rioolwaterproject vond in 1981 een faillissement plaats. Het sterk afgeslankte bedrijf werd vervolgens gekocht door het Britse Midland Industries te Wolverhampton die op zijn beurt in 1984 failliet ging. Directeur Kranenburg werd nu eigenaar van het Bergen op Zoomse bedrijf en ging verder onder de naam RMI Holland. Men produceerde vooral koelplaten en afsluiters. In 1999 nam RMI Holland de failliete gieterij van Boddaert & Van Rentergem te Middelburg over, met toen 65 werknemers, en onderdelen voor turbines en compressoren vervaardigde. Men hoopte dat bundeling tot betere resultaten zou leiden. De productie in Bergen op Zoom werd gestaakt, de 40 nog overgebleven werknemers uit Bergen op Zoom konden bij RMI Middelburg gaan werken. Maar dit bedrijf ging eveneens failliet en sloot in 2002 zijn poorten.